# Pape Gueye
Pour les articles homonymes, voir Gueye.
Pape Alassane Gueye, né le 24 janvier 1999 à Montreuil, est un footballeur international sénégalais qui évolue au poste de milieu défensif au Villarreal CF.

## Biographie
Né de parents sénégalais, il grandit à la cité verte au Blanc Mesnil.

### Carrière en club

#### Le Havre AC (2016-2020)
Pape Gueye est formé au Havre AC, où il arrive en provenance du Blanc-Mesnil à l'âge de 13 ans, Pape Gueye fait ses débuts en Ligue 2 le 5 mai 2017, contre Niort (0-0). Quelques semaines plus tard, il est finaliste du championnat de France U19. Le 20 juin 2017, il signe son premier contrat professionnel.
À la suite de la blessure de son coéquipier Victor Lekhal, Pape Gueye connaît sa première titularisation en Ligue 2 le 1er avril 2019, contre Lens (0-0). Il enchaîne alors les matchs et s'installe progressivement en tant que titulaire au sein du milieu de terrain havrais, dont il devient occasionnellement le capitaine.
En fin de contrat à l'issue de la saison 2019-2020, Gueye signe le 15 janvier 2020 un pré-contrat avec le club anglais de Watford. Le 29 avril 2020, Watford officialise son arrivée au club avec, à la clé, un contrat de cinq ans. Mécontent de l'accord financier trouvé avec Watford, le milieu havrais décide de mettre un terme à sa collaboration avec son représentant, Bakari Sanogo. Représenté par Pierre-Henri Bovis, ce dernier annonce de possibles irrégularités dans le contrat. Le 14 juin 2020, considérant que le contrat n'a pas encore pris effet, il annonce qu'il ne rejoindra pas le club anglais.

#### Olympique de Marseille (2020-2024)
Le 1er juillet 2020, Gueye rejoint finalement l'Olympique de Marseille pour quatre saisons. Il débute sous ses nouvelles couleurs le 30 août 2020 face au Stade brestois (deuxième journée, victoire 2-3), remplaçant Morgan Sanson à la 79e minute de jeu. Il dispute sa première rencontre de Ligue des champions le 21 octobre sur la pelouse de l'Olympiakos Le Pirée, il joue 85 minutes.
Le 15 janvier 2022, il est suspendu quatre mois de toutes les compétitions FIFA à la suite de son conflit avec Watford. Son club, l'Olympique de Marseille, est quant à lui condamné à verser 2 millions et demi d'euros aux Hornets, et est interdit de recrutement pour deux mercatos. Pablo Longoria, président du club marseillais, annonce faire appel devant le TAS le même jour.

##### Séville FC (2023)
Le 30 janvier 2023, Gueye est prêté jusqu'à la fin de la saison au Séville FC où il retrouve Jorge Sampaoli qu'il a connu à l'Olympique de Marseille.
Quelques jours après son arrivée, Pape Gueye apprend qu'il n'est pas retenu dans la liste des joueurs appelés à disputer la Ligue Europa.

#### Villarreal CF (depuis 2024)
En fin de contrat avec l'Olympique de Marseille depuis le 1er juillet, le joueur s'engage officiellement avec le Villarreal CF, un club avec lequel il a trouvé un accord depuis plusieurs mois, le 5 juillet 2024 jusqu'en 2028.
Il retrouve son ex-coéquipier de l'OM, Éric Bailly, et son ancien entraineur, Marcelino, qui a contribué à son recrutement par le club espagnol,. Gueye s'intègre dans le milieu de terrain d'une équipe ayant perdu en fin de saison Étienne Capoue et Francis Coquelin.

### Carrière internationale

#### Avec les équipes de France jeunes
En 2017, Pape Gueye dispute quatre rencontres avec l'équipe de France U18 et six rencontres avec les U19. Il débute ainsi avec l'équipe de France des moins de 18 ans face à l'Italie (match nul 1-1) le 8 février 2017, en remplaçant Boubakary Soumaré à la 67e minute de jeu. Son premier match avec les moins de 19 ans a lieu le 22 juillet 2017, avec une titularisation face à Haïti (match nul 1-1). Son dernier match international en date est une victoire 1-0 face à l'Écosse le 7 octobre 2017.

#### Avec le Sénégal
En octobre 2021, Pape Gueye décide d'opter pour l'équipe A du Sénégal. Il est sélectionné dans la foulée par Aliou Cissé. Il fait partie du groupe sénégalais vainqueur de la Coupe d'Afrique des nations 2021. Le 11 novembre 2022, il est sélectionné par Aliou Cissé pour participer à la Coupe du monde 2022. Le 29 décembre 2023, il est retenu dans la liste des vingt-sept joueurs sénégalais sélectionnés par Aliou Cissé pour disputer la Coupe d'Afrique des nations 2023.

## Statistiques
| Saison                | Club                   | Championnat           | Championnat | Championnat | Championnat | Coupe nationale | Coupe nationale | Coupe nationale | Coupe de la Ligue | Coupe de la Ligue | Coupe de la Ligue | Supercoupe | Supercoupe | Supercoupe | Compétition(s) continentale(s) | Compétition(s) continentale(s) | Compétition(s) continentale(s) | Compétition(s) continentale(s) | Total | Total | Total |
| Saison                | Club                   | Division              | M.          | B.          | P.d.        | M.              | B.              | P.d.            | M.                | B.                | P.d.              | M.         | B.         | P.d.       | Comp.                          | M.                             | B.                             | P.d.                           | M.    | B.    | P.d.  |
| 2016-2017             | Le Havre AC            | Ligue 2               | 1           | 0           | 0           | -               | -               | -               | -                 | -                 | -                 | -          | -          | -          | -                              | -                              | -                              | -                              | 1     | 0     | 0     |
| 2017-2018             | Le Havre AC            | Ligue 2               | 1           | 0           | 0           | -               | -               | -               | -                 | -                 | -                 | -          | -          | -          | -                              | -                              | -                              | -                              | 1     | 0     | 0     |
| 2018-2019             | Le Havre AC            | Ligue 2               | 12          | 0           | 0           | 1               | 0               | 0               | 1                 | 0                 | 0                 | -          | -          | -          | -                              | -                              | -                              | -                              | 14    | 0     | 0     |
| 2019-2020             | Le Havre AC            | Ligue 2               | 25          | 0           | 2           | 1               | 0               | 0               | 0                 | 0                 | 0                 | -          | -          | -          | -                              | -                              | -                              | -                              | 26    | 0     | 2     |
| Sous-total            | Sous-total             | Sous-total            | 39          | 0           | 2           | 2               | 0               | 0               | 1                 | 0                 | 0                 | -          | -          | -          | -                              | -                              | -                              | -                              | 42    | 0     | 2     |
| 2020-2021             | Olympique de Marseille | Ligue 1               | 32          | 2           | 0           | 2               | 0               | 0               | -                 | -                 | -                 | 1          | 0          | 0          | C1                             | 4                              | 0                              | 0                              | 39    | 2     | 0     |
| 2021-2022             | Olympique de Marseille | Ligue 1               | 28          | 0           | 1           | 1               | 0               | 0               | -                 | -                 | -                 | -          | -          | -          | C3+C4                          | 6+7                            | 0+1                            | 0+1                            | 42    | 1     | 2     |
| 2022-2023             | Olympique de Marseille | Ligue 1               | 14          | 1           | 1           | 2               | 0               | 0               | -                 | -                 | -                 | -          | -          | -          | C1                             | 3                              | 0                              | 0                              | 19    | 1     | 1     |
| 2023-2024             | Olympique de Marseille | Ligue 1               | 15          | 1           | 0           | -               | -               | -               | -                 | -                 | -                 | -          | -          | -          | C1+C3                          | -                              | -                              | -                              | 15    | 1     | 0     |
| Sous-total            | Sous-total             | Sous-total            | 89          | 4           | 2           | 5               | 0               | 0               | -                 | -                 | -                 | 1          | 0          | 0          | -                              | 20                             | 1                              | 1                              | 115   | 5     | 3     |
| 2022-2023             | Séville FC (prêt)      | Liga                  | 16          | 1           | 3           | -               | -               | -               | -                 | -                 | -                 | -          | -          | -          | C3                             | -                              | -                              | -                              | 16    | 1     | 3     |
| 2024-2025             | Villarreal CF          | Liga                  | 34          | 4           | 0           | 2               | 1               | 0               | -                 | -                 | -                 | -          | -          | -          | -                              | -                              | -                              | -                              | 36    | 5     | 0     |
| 2025-2026             | Villarreal CF          | Liga                  | 1           | 1           | 0           | -               | -               | -               | -                 | -                 | -                 | -          | -          | -          | -                              | -                              | -                              | -                              | 1     | 1     | 0     |
| Sous-total            | Sous-total             | Sous-total            | 35          | 5           | 0           | 2               | 1               | 0               | -                 | -                 | -                 | -          | -          | -          | -                              | -                              | -                              | -                              | 37    | 6     | 0     |
| Total sur la carrière | Total sur la carrière  | Total sur la carrière | 179         | 10          | 7           | 9               | 1               | 0               | 1                 | 0                 | 0                 | 1          | 0          | 0          | -                              | 20                             | 1                              | 1                              | 210   | 12    | 8     |

### En équipe nationale
| Saison                | Sélection             | Phases finales        | Phases finales | Phases finales | Phases finales | Éliminatoires CDM | Éliminatoires CDM | Éliminatoires CDM | Éliminatoires CAN | Éliminatoires CAN | Éliminatoires CAN | Matchs amicaux | Matchs amicaux | Matchs amicaux | Total | Total | Total |
| Saison                | Sélection             | Compétition           | M              | B              | Pd             | M                 | B                 | Pd                | M                 | B                 | Pd                | M              | B              | Pd             | M     | B     | Pd    |
| --------------------- | --------------------- | --------------------- | -------------- | -------------- | -------------- | ----------------- | ----------------- | ----------------- | ----------------- | ----------------- | ----------------- | -------------- | -------------- | -------------- | ----- | ----- | ----- |
| 2021-2022             | Sénégal               | CAN 2021              | 6              | 0              | 0              | 3                 | 0                 | 0                 | 2                 | 0                 | 0                 | -              | -              | -              | 11    | 0     | 0     |
| 2022-2023             | Sénégal               | Coupe du monde 2022   | 3              | 0              | 0              | -                 | -                 | -                 | 1                 | 0                 | 0                 | 2              | 0              | 0              | 6     | 0     | 0     |
| 2023-2024             | Sénégal               | CAN 2023              | 3              | 1              | 0              | 1                 | 0                 | 0                 | -                 | -                 | -                 | 1              | 0              | 0              | 5     | 1     | 0     |
| 2024-2025             | Sénégal               | -                     | -              | -              | -              | 1                 | 0                 | 0                 | 5                 | 1                 | 1                 | 1              | 0              | 0              | 7     | 1     | 1     |
| Total sur la carrière | Total sur la carrière | Total sur la carrière | 12             | 1              | 0              | 5                 | 0                 | 0                 | 8                 | 1                 | 1                 | 4              | 0              | 0              | 29    | 2     | 1     |

### Liste des matchs internationaux
| Matchs internationaux de Pape Gueye | Matchs internationaux de Pape Gueye | Matchs internationaux de Pape Gueye                | Matchs internationaux de Pape Gueye | Matchs internationaux de Pape Gueye | Matchs internationaux de Pape Gueye                  | Matchs internationaux de Pape Gueye                                 |
|                                     | Date                                | Lieu                                               | Adversaire                          | Résultat                            | Compétition                                          | Notes                                                               |
| ----------------------------------- | ----------------------------------- | -------------------------------------------------- | ----------------------------------- | ----------------------------------- | ---------------------------------------------------- | ------------------------------------------------------------------- |
| 1.                                  | 14 novembre 2021                    | Stade Lat-Dior, Thiès, Sénégal                     | Congo                               | 2 - 0                               | Éliminatoires mondial 2022                           | Entre en jeu à la place de Idrissa Gueye à la 59e minute de jeu.    |
| 2.                                  | 10 janvier 2022                     | Stade omnisports de Bafoussam, Bafoussam, Cameroun | Zimbabwe                            | 2 - 0                               | Coupe d'Afrique des nations 2021, phase de groupes   | Entre en jeu à la place d'Idrissa Gueye à la 59e minute de jeu.     |
| 3.                                  | 18 janvier 2022                     | Stade omnisports de Bafoussam, Bafoussam, Cameroun | Malawi                              | 0 - 0                               | Coupe d'Afrique des nations 2021, phase de groupes   | Entre en jeu à la place de Nampalys Mendy à la 72e minute de jeu.   |
| 4.                                  | 25 janvier 2022                     | Stade omnisports de Bafoussam, Bafoussam, Cameroun | Cap-Vert                            | 2 - 0                               | Coupe d'Afrique des nations 2021, huitième de finale | Titulaire. Remplacé par Joseph Lopy à la 82e minute de jeu.         |
| 5.                                  | 30 janvier 2022                     | Stade Ahmadou-Ahidjo, Yaoundé, Cameroun            | Guinée équatoriale                  | 3 - 1                               | Coupe d'Afrique des nations 2021, quart de finale    | Titulaire. Remplacé par Cheikhou Kouyaté à la 65e minute de jeu.    |
| 6.                                  | 2 février 2022                      | Stade Ahmadou-Ahidjo, Yaoundé, Cameroun            | Burkina Faso                        | 3 - 1                               | Coupe d'Afrique des nations 2021, demi-finale        | Entre en jeu à la place de Cheikhou Kouyaté à la 65e minute de jeu. |
| 7.                                  | 6 février 2022                      | Stade de football d'Olembe, Yaoundé, Cameroun      | Égypte                              | 1 - 1 ap ; 4-2 tab                  | Coupe d'Afrique des nations 2021, finale             | Entre en jeu à la place de Cheikhou Kouyaté à la 66e minute de jeu. |

## Style de jeu
Pape Gueye possède de nombreuses qualités demandées aujourd’hui à un milieu de terrain comme l'endurance, la puissance physique, la qualité technique, et la puissance de frappe. Il est aussi vanté pour sa grande intelligence tactique et sa vision du jeu.

## Palmarès

### En club
- Olympique de Marseille
  - Championnat de France
    - Vice-champion en 2022

  - Trophée des champions
    - Finaliste en 2020.

### En sélection nationale
Sénégal
- Coupe d'Afrique des nations (1) 
  - Vainqueur en 2022.

## Décoration
- Officier de l'Ordre national du Lion du Sénégal (2022)[20]